# Rhode (Schweiz)
Eine Rhode war und ist teilweise heute noch die Unterabteilung einer Dorfschaft im St. Galler Rheintal, im Toggenburg und in den nachmaligen Kantonen Appenzell Ausserrhoden und Appenzell Innerrhoden.

## Wortgeschichte
Das Wort Rhode (die Schreibung mit «h» ist pseudohistorisch; vgl. etwa «Rätien» gegenüber «Rhätische Bahn») hat seinen Ursprung im lateinischen rota beziehungsweise romanisch roda «Rad, Rolle, Reihenfolge, Runde, Turnus». Damit wurden verbreitet in der Ostschweiz, in Österreich und in Bayern Kehrordnungen bezeichnet, nach denen die Ämter zu bestellen waren und die Mitglieder von Genossenschaften und Korporationen vielfältige Arbeiten im Allmend-, Alp- und Transportwesen zu erledigen hatten. Noch heute ist diese Bedeutung in Ostschweizer Mundarten lebendig, so heisst es etwa da und dort uf d Rood gòò, a der Rood sy «mit einer Arbeit an der Reihe sein». Auch das Bündnerromanische kennt roda, rouda in dieser Bedeutung.
In Teilen der Nordostschweiz ging der Begriff früh auf das Gemeinwesen selbst über. So tragen nicht nur die beiden Appenzeller Kantone das Wort im Namen, sondern ist auch die im St. Galler Rheintal gelegene politische Gemeinde Altstätten bis heute in sieben Rhoden (ortsbürgerliche Korporationen) und die Gemeinde Oberriet in fünf Ortsgemeinden, darunter die Holzrhode Kobelwald, unterteilt.

## Die Rhoden im Appenzellerland
Die Organisation des Landes Appenzell in Rhoden geht auf das 13. Jahrhundert zurück. Ursprünglich vom Abt ernannt, später von den Bewohnern gewählt, sorgten Rhodhauptleute für die Verwaltung der Rhoden (primär Steuern und Militärwesen). Bald erzwangen die Bewohner eine Art genossenschaftliche Selbstverwaltung.
Im Spätmittelalter waren die Ämter Trogen und Appenzell in je sechs Rhoden aufgeteilt.
Amt Trogen:
- Schneiter/Schwender Rhode
- Füglisegger Rhode
- Roter Rhode
- Rotenwieser Rhode
- Trogener Rhode
- Tablater Rhode

Amt Appenzell:
- Schwende
- Rüte
- Lehn
- Schlatt
- Gonten
- Rinkenbach/Wies

Über die Rhoden im restlichen Kantonsgebiet ist wenig bekannt.
Im späteren Ausserrhoden bildeten sich bis im 16. Jahrhundert die sechs Rhoden, aus denen die heutigen Ausserrhoder Gemeinden entstanden; die damaligen Rhodengrenzen verlaufen weitgehend auf heutigen Gemeindegrenzen. Die Rhoden im späteren Innerrhoden blieben unverändert.
Bei der Landteilung 1597 verschoben sich an der neu gebildeten Kantonsgrenze auch einige Rhodengrenzen, aus verkleinerten Rhoden wurden Halbrhoden. Zum Beispiel ging Gais von der Rhode Rinkenbach (die Halbrhode wurde) an die Rotenwieser Rhode.

### Appenzell Ausserrhoden
In Appenzell Ausserrhoden gingen die Rhoden bei der Landteilung 1597 in gleichnamige Gemeinden über:
- Urnäsch
- Herisau
- Gais
- Hundwil (Doppelrhode)
- Teufen
- Trogen (das ganze Vorderland umfassend), bestehend aus den zwei Halbrhoden
  - Kurzenberg/Hirschberg
  - «Rest» mit Trogen, Speicher, Grub

Von allen Gemeinden ausser Gais wurden später beim Bau eigener Kirchen kleinere abgespaltet.

### Appenzell Innerrhoden
In Appenzell Innerrhoden brachte die Revision der Kantonsverfassung von 1872 die Ablösung der Rhoden durch Bezirke. Die Rhoden gibt es bis heute, doch kommen ihnen nur noch soziale und zeremonielle Funktionen zu. Die Versammlungen der Rhoden finden gegenwärtig im Anschluss an die Versammlung der Landsgemeinde statt.
Die Rhodsverwaltungen bestimmen einen Fähnrich, der die Fahne am Landsgemeindetag in der Kirche, an der Landsgemeinde und an der Rhodsgemeinde trägt. Der Fähnrich wird von zwei Junkern – Kinder in gleicher Uniform wie der Fähnrich – begleitet. Die Rhode Rinkenbach hat auch eine eigene Harmonie (Blasmusik), die an der Rhodsgemeinde aufspielt. Die Rhode Rinkenbach wählt auch «Botschafter» auf Lebzeiten.